# Archamia macroptera
Archamia macroptera és una espècie de peix pertanyent a la família dels apogònids.

## Descripció
- Pot arribar a fer 9 cm de llargària màxima.
- 7 espines i 9 radis tous a l'aleta dorsal i 2 espines i 13-15 radis tous a l'anal.[6][7]

## Hàbitat
És un peix marí, associat als esculls i de clima tropical que viu entre 0-15 m de fondària.

## Distribució geogràfica
Es troba a l'Índic oriental i el Pacífic occidental: Austràlia, Indonèsia, Malàisia, Papua Nova Guinea, les illes Filipines, Samoa, Salomó, Sri Lanka, Taiwan, Tailàndia, Vanuatu i el Vietnam.

## Observacions
És inofensiu per als humans.